# Almonaster la Real
Almonaster la Real és un poble de la província de Huelva (Andalusia), que pertany a la comarca de Sierra de Huelva.

## Demografia
| 1996 | 1998 | 1999 | 2000 | 2001 | 2002 | 2003 | 2004 | 2005 |
| ---- | ---- | ---- | ---- | ---- | ---- | ---- | ---- | ---- |
| 2057 | 2016 | 2011 | 1963 | 1938 | 1898 | 1879 | 1858 | 1805 |

## Personatges Il·lustres
- Miguel Tenorio de Castilla (Almonaster la Real 1818, 1919 Alemanya) Polític, diplomàtic i secretari de la Reina Isabel II.